# Republikken Venedig
Republikken Venedig (venetiansk: (Serenìsima) Repùblica Vèneta eller Repùblica de Venesia, italiensk: Serenissima Repubblica di Venezia) var en stat i Italien som udviklede sig fra byen Venedig og eksisterede i næsten 1.000 år. Republikken var uafhængig af Det byzantinske rige fra slutningen af  800-tallet til den ophørte i 1797 som følge af Napoleons invasion af området. Republikken Venedig var også kendt som Serenissima, som på  latin betyder «den mest lysende».

## Baggrund
Staten blev grundlagt i byen Venedig i Italien, som blev anlagt i en lagune, for at befolkningen skulle kunne  søge tilflugt fra langobarderne, da Det Byzantinske Riges magt i Nordítalien var for nedadgående  i 800-tallet. En gang i 700-tallet valgte byen sin første historisk kendte leder, Orso Ipato, som blev anerkendt af Det Byzantinske Rige og givet titlen hypatus og dux. Han var den første historisk kendte doge af Venedig. Traditionelt har man siden 1100-tallet sagt, at venetianerne først udnævnte Anafestus Paulicius eller Paolo Lucio Anafesto som hertug i 697. Denne tradition stammer fra  Johannes Diakonens krøniker. Under alle omstændigheder havde de første magthavere i Venedig deres magtbase i Eraclea.
Med den reducerede byzantinske indflydelse i området orienterede man sig efterhånden  mod Frankerriget og det nye karolingiske dynasti, da republikken Venedig var afhængig af international støtte for at forsvare sig mod langobarderne. Denne støtte fik byen hos den frankiske konge Pipin den Yngre.

## Middelalderen
Med fredsaftalen Pax Nicephori fra 803 mellem den frankiske konge Karl den Store og den byzantinske kejser Nikeforos 1. Logothetes sikredes venetiansk uafhængighed, da de to toneangivende magthavere i området garanterede byens uafhængighed. I kølvandet af denne skiftede Venedig formelt side, idet man gik over til frankerne.
I tiden, som fulgte, særlig under dogen Agnello Participazio, begyndte udviklingen af det, som er nutidens Venedig beliggende i lagunen på en række små øer, med bygningen af broer, kanaler, bolværk, befæstninger og stenbygninger. Angellos søn Giustiniano Participazio sørgede for, at liget af evangelisten Markus blev flyttet fra Alexandria og til Venedig i 826, hvorefter  han blev byens nye skytshelgen.
Den næste doge, Pietro Tradonico, sørgede for en sikring af byens forsvar og startede den militære opbygning, som også var ekspansiv og ikke bare begrænset til det umiddelbare forsvar af selve byen. Således lagde han grundlaget for Venedigs senere dominans i Adriaterhavet. Udgangspunktet for dette var blandt andet bekæmpelsen af slaviske og muslimske pirater.
Frem til højmiddelalderen havde Venedig udviklet sig til at være en økonomisk og militær stormagt, og byen havde sin største udbredelse i middelalderen. Det økonomiske grundlag lå blandt andet i byens kontrol over handelen mellem Europa og Levanten. Den militære styrke var særlig knyttet til den stærke krigsflåde og blev efterhånden blandt de største og stærkeste i Middelhavet.
Staten var engageret i korstogene helt fra begyndelsen, (hvor de i 1123 fik kontrol over Kongeriget Jerusalem), men  udkæmpede derudover en række krige i området mod handelsrivalen Republikken Ragusa (Dubrovnik), (som sikrede Venedig kontrollen over Adriaterhavets østbred) og mod Det Byzantinske Rige og senere Det Osmanniske Rige. Ved Det Byzantinske Riges endelige sammenbrud og påfølgende deling fik Venedig kontrol over 3/8 af dets territorium, blandt andet store områder i Ægæerhavet, herunder Kreta og Evvia. I slaget ved Chioggia i juni 1380 slog Venedigs flåde den genovesiske flåde og  holdt dermed rivalen Genova ude af det østlige Middelhav.
I 1420 blev hele Friuli samt Cadore og patriarkatet Aquileia lagt under republikken.
I Den katolske Liga (1508 – 1516)  havde den venetianske flåde en afgørende betydning i sejren over  Det Osmanniske Rige i Slaget ved Lepanto

## Nedgangstiden
Republikken oplevede en stagnation i  1600-tallet og 1700-tallet med et stadig stærkere tryk fra Det Osmanniske Rige. Den sidste store krig mellem de to stater var i årene 1714-1718 og endte med osmannisk sejr og venetiansk tab af de græske besiddelser. Venedig kunne have fået et langt værre nederlag, men blev reddet af det habsburgske Østrig som gik i krig mod osmannerne i 1716.

## Undergang
Da Napoleon invaderede byen i 1797, gik republikken helt  under. På denne tid var der praktisk talt ikke noget tilbage af den venetianske flåde. I foråret 1796 faldt byen Piemonte til Napoleon, og de østrigske styrker i området blev slået tilbage. For at jage sine østrigske fjender gik Napoleons hær ind i det neutrale Venedigs territorium og okkuperede efterhånden området frem til Adige, mens østrigske tropper okkuperede områderne ved Vicenza, Cadore og Friuli.
Da Napoleons opmærksomhed senere vendte sig til områderne nord for Alperne, blev det i fredsaftalen bestemt, at Østrig skulle få kontrollen over Venedig. 
En kortlivet republik, Republica di San Marco blev oprettet i byen efter et venetiansk oprør mod den østrigske okkupation i 1848, men blev generobret af østrigerne efter hårde kampe året efter.
Efter Den østrigsk-preussiske krig i 1866 blev Venedig og områderne omkring overført til Kongeriget Italien.
50°N 10°Ø / 50°N 10°Ø